# Lev Kamenev
Lev Borisovitj Kamenev (russisk: Лев Бори́сович Ка́менев, tr. Lev Borísovitj Kámenev; født 6. juli 1883, død 25. august 1936) var en sovjetisk parti- og statsleder, bolsjevik og revolutionær.
Hans oprindelige efternavn var Rosenfeld. Han var gift med Lev Trotskijs søster Olga.
I 1918 blev Kamenev formand for Moskvasovjetten og snart derefter Lenins stedfortræder på Folkekommissærernes råd (regeringen) og Rådet for arbejde og forsvar. I marts 1919 blev Kamenev medlem af politbureauet. Hans personlige forhold til sin svoger Lev Trotskij var godt under 1917-revolutionen og under den russiske borgerkrig, men forværredes efter 1920. Kamenev opbyggede i forbindelse med sit politiske virke et nært venskab med Grigorij Sinovjev, der politisk var mere ambitiøs, end han selv var.
I 1936 blev Kamenev dømt for højforræderi i forbindelse med Moskvaprocesserne og skudt. Han blev rehabiliteret i 1988.